# Juan Piris Frígola

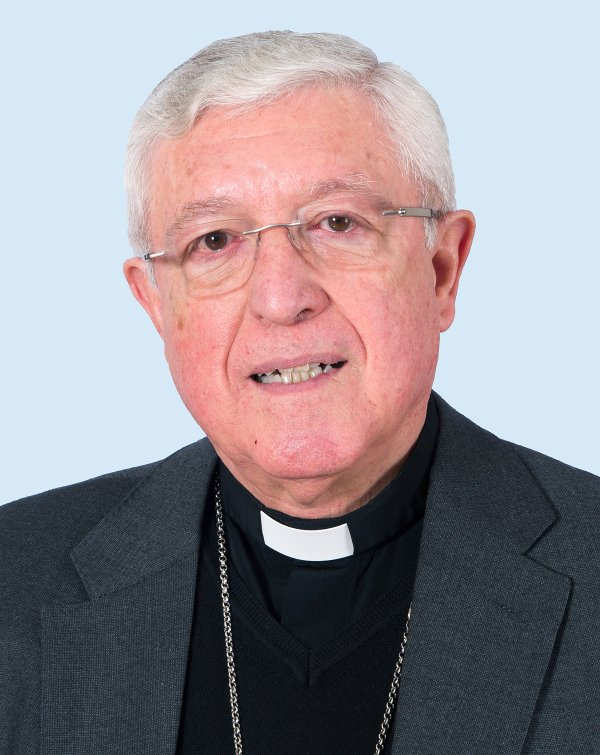
Bischof Juan Piris

Juan Piris Frígola (* 12. Oktober 1939 in Cullera, Spanien) ist ein spanischer römisch-katholischer Geistlicher und emeritierter Bischof von Lleida.

## Leben
Juan Piris Frígola empfing am 21. September 1963 die Priesterweihe.
Papst Johannes Paul II. ernannte ihn am 1. März 2001 zum Bischof von Menorca. Die Bischofsweihe spendete ihm der Erzbischof von Barcelona, Ricardo María Kardinal Carles Gordó, am 28. April desselben Jahres; Mitkonsekratoren waren Agustín García-Gasco y Vicente, Erzbischof von Valencia, und Jesús Murgui Soriano, Weihbischof in Valencia.
Papst Benedikt XVI. ernannte ihn am 16. Juli 2008 zum Bischof von Lleida.
Am 28. Juli 2015 nahm Papst Franziskus seinen altersbedingten Rücktritt an.